# أليكس دافيسون
أليكس دافيسون (بالإنجليزية: Alex Davison) هو سائق سيارة سباق نيوزيلندي، ولد في 3 نوفمبر 1979 في ملبورن في أستراليا.

## روابط خارجية
- أليكس دافيسون على موقع DriverDB.com (الإنجليزية)